# Monte Grande
Monte Grande (Crioulo cabo-verdiano, ALUPEC e Crioulo do Fogo: Monti Grandi) é uma aldeia do município de São Filipe na central da ilha do Fogo, em Cabo Verde. Tem aproximadamente 150 habitantes.

## Vilas próximos ou limítrofes
- Patim, sul
- São Filipe, oeste